# Jeanne de Matel Chézard
Jeanne Chézard de Matel (6 de noviembre de 1596-11 de septiembre de 1670) fue una mística francesa que fundó la Orden del Verbo Encarnado y el Santísimo Sacramento, cuyo gobierno y constitución fueron aprobados en 1633 con el objetivo principal de la educación juvenil.

## Vida
Jeanne nació el 6 de noviembre de 1596 en Roanne, en la finca denominada el Castillo de Matel, en la diócesis de Lyon, en el Reino de Francia. Es la hija de Jean Chézard, un oficial y noble francés del ejército, y su esposa, Jeanne Chaurier, cuyos primeros cuatro niños nacieron muertos o habían muerto como infantes. Jeanne fue bautizada el mismo día de su nacimiento en la Iglesia de San Esteban. Dos niños pequeños que llegaron a la puerta pidiendo limosna fueron sus padrinos. 

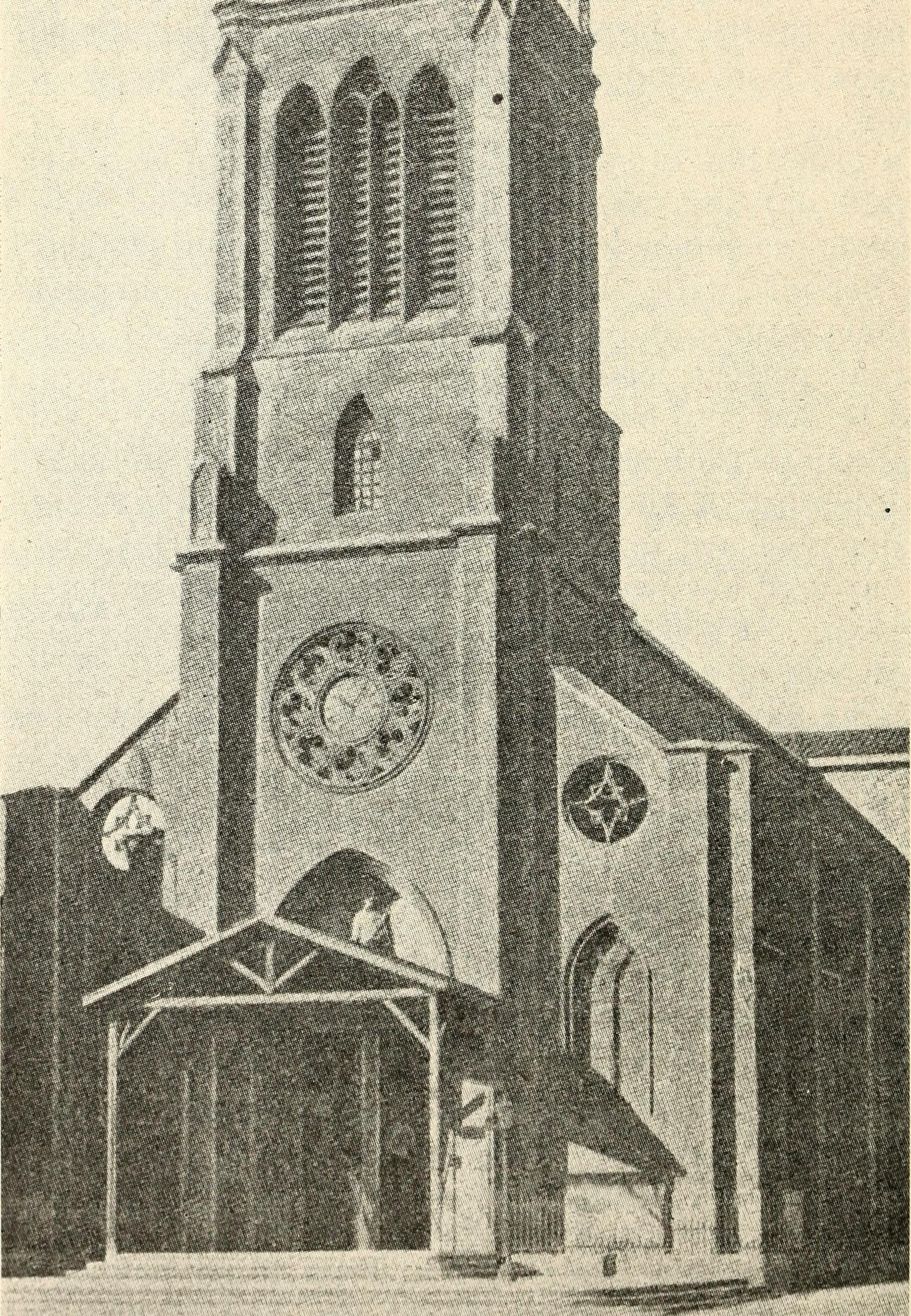
Parroquia de San Esteban, Roanne, Francia

Desde pequeña, Jeanne de Matel se siente fuertemente atraída por Dios y comienza a cultivar una amistad con Él hasta llegar a experimentar, ya en la juventud, los más altos grados de oración que la caracterizan como una de las más grandes contemplativas de la espiritualidad francesa del siglo XVII.
A los 11 años, Jeanne quiere hacer su Primera Comunión pero dadas las costumbres de la época no se lo permiten sino hasta los 12 años; sin embargo, en este tiempo Dios la atrae hacia Sí regalándole una gracia que reciben sólo quienes están muy adentrados en los caminos de la vida espiritual : “ elevaste mi entendimiento por un vuelo de espíritu tan poderoso y dulce, que no hubiera querido volver nunca a la tierra”. Junto a sus deseos de vivir una vida litúrgica intensa, de participar en la Celebración Eucarística diaria, de recibir a Jesús, de retirarse a la soledad y el silencio para orar y llevar una vida de austeridad y penitencia, Jeanne se dedica con empeño a las tareas más sencillas y humildes del hogar, a servir a su mamá, hermanas, hermano, y empleados de casa, y a prestar ayuda a los pobres y necesitados. “¡Cómo encontraba gusto al hacer faenas ! ¡ Cuántas veces , mi divino Salvador, elevaste mi espíritu mientras el cuerpo se ocupaba en estas humildes funciones!” .
Hacia los 9 o 10 años , después de ayunar toda la cuaresma, Jeanne escucha en una ocasión un sermón sobre la virginidad, y resuelve permanecer virgen para seguir a Jesús, Verbo Encarnado. Este deseo lo confirma a la edad de 14 años, y lo expresa a su padre posteriormente cuando él decide comprometerla en matrimonio.
En su adolescencia ella vivió una vida social activa, las fiestas cariñosas, el baile, la diversión y la risa. Después de haberse enfriado en su vida de piedad y devociones, a los 18 años Jeanne se acerca nuevamente a la fuente de la gracia a partir del día de la Candelaria de 1615. Su padre quería que se casara, pero Jeanne sintió que Dios la estaba llamando a la vida religiosa, pero no estaba clara sobre dónde. En un momento, pensó que tenía una vocación carmelita, entonces había considerado unirse a las Ursulinas. 
El primer domingo de cuaresma de este mismo año, el Señor le concede el don de comprender el latín de la Escritura y al mismo tiempo entender el sentido de muchos pasajes de los Libros Sagrados: “Hija mía, te quiero hablar por la Escritura; por ella conocerás mi voluntad”. En seguida Jeanne de Matel recibe el don de la contemplación infusa y se conmueve profundamente al meditar, por varios años, en la dolorosa Pasión de Nuestro Señor y de su Santísima Madre.

## Fundadora
El domingo de Resurrección de 1617 se vio a sí misma llevando la cruz seguida de muchas jóvenes vestidas de blanco para adorar el altar donde Jesús Eucaristía reposaba por cuarenta horas. El 24 de agosto de 1620, día del Apóstol San Bartolomé, se ve revestida de una túnica blanca, y lavada como si hubiera sido bautizada de nuevo en la Preciosa Sangre. Ese mismo día escucha estas palabras: “Hija mía... te he destinado a fundar una Orden que lleve mi nombre, que honrará a mi Persona Encarnada por amor a los hombres”. El 25 de agosto del mismo año, en la oración, tiene una experiencia nupcial que irá creciendo y madurando a lo largo de su vida, toda ésta, entregada a la contemplación y adoración del Verbo Encarnado, a la educación de la niñez y de la juventud y a dirigir espiritualmente a varias personas.
En el arduo camino de su misión de fundadora de la Orden del Verbo Encarnado, Jeanne de Matel, dócil a las inspiraciones del Espíritu Santo y fiel a la autoridad de la Iglesia, comunica siempre sus inquietudes, experiencias y gracias recibidas de Dios a sus confesores, el mayor número de ellos, de la compañía de Jesús. Religiosos sabios y santos como el R.P. Bartolomé Jacquinot, el P. Pierre Cotton y otros, son para ella excelente directores espirituales. Como costumbre de esta época, a Jeanne de Matel sus directores le piden que escriba todas las gracias que recibe en su experiencia de Dios y ella, con humildad, acepta esta obediencia, y reconoce tiempo después que a través de sus escritos otras muchas personas se acercarán a Dios.
El 2 de julio de 1625, después de haber obtenido la autorización del R.P. Bartolomé Jacquinot, Jeanne Chézard deja el Castillo de Matel y acompañada de dos jóvenes inicia la primera comunidad en una casa que habían desocupado las Ursulinas. Escribe entonces las Primeras Constituciones, y en 1627 se traslada a Lyon donde el Arzobispo de Mirón le permite comenzar la Orden que establecería en medio de grandes contradicciones.
Monseñor de Miron, arzobispo de Lyon, murió inesperadamente después de haber ocupado la sede archiepiscopal por solo dos años. Su sucesor, el cardenal Alphonse Louis de Richelieu, hermano del famoso primer ministro bajo Louis XIII, mantuvo una oposición inquebrantable a la fundación de la Madre Matel. Frente a las disposiciones del nuevo arzobispo, la situación de Madre de Matel se hizo difícil y crítica. Muchas mujeres se unieron a Jeanne con el deseo de vivir una vida religiosa. Durante estos años, Jeanne buscó el consentimiento para fundar la Orden en Roanne, Lyon y París. Mientras esperaban la aprobación de la iglesia para establecer el nuevo grupo como una Orden, la comunidad estableció internados para las niñas. 
Sin embargo ella fortalecida por la Palabra de Dios, en quien ha puesto toda su confianza actúa siempre con la firmeza de quien sabe que la obra no es de ella sino de aquel que la ha enviado:
“Sufrirás grandes angustias para darme a luz en la iglesia por este establecimiento, como la mujer del Apocalipsis, pero aunque eres débil en ti mostrare mi fuerza”.
“Hija mía yo me encargo de este establecimiento; prometo darte los medios para hacerlo, en mis manos está tu suerte, en mis ojos tu poder y en mi seno tus tesoros”.
“Contemplo con delicia las casas de mi orden, en donde será adorado en espíritu y verdad, no dudes, mi providencia vela sobre ti y mi misericordia te acompañara todos los días de tu vida”.
“Hija mía por este establecimiento yo, que soy el Verbo Encarnado, haré una extensión de mi Encarnación; yo habitaré entre vosotras y me verán lleno de gracia y de verdad, para cumplir en ti y en mi Orden todas las promesas que te he hecho que te hago y que te haré”.
En 1633, el Papa Urbano VIII firma y expide la bula de fundación de la Orden, la cual no puede ser ejecutada en Lyon, por la actitud hostil y despiadada del cardenal arzobispo Alfonso Richelieu, hermano del famoso ministro de Luis XIII. Sin embargo la Madre de Matel convencida de la voluntad de Dios, establece la orden en otras diócesis de Francia: Aviñón, el 15 de diciembre de 1639, Grenoble, el 3 de junio de 1643 y París el 1° de enero de 1644.
Después de muchas penas y dolores por no haberse ejecutado durante años la Bula para la fundación del monasterio de Lyon el 1° de noviembre de 1655 la Madre de Matel recibe al arzobispo Camilo de Neuville en la casa de la Colina del Gourgillon en el momento en que las hermanas cantan en el coro las vísperas de la solemnidad de todos los santos. Terminada la celebración el arzobispo declara el establecimiento canónico de la casa y dirigiéndose a su hermano, el vicario general le pide que prepare el contrato de fundación el cual es firmado el 30 de diciembre del mismo año.
Muchos fueron además de este los sufrimientos de la Madre de Matel por la fundación de sus monasterios especialmente los últimos siete años de su vida en París tiempo en el que se convierte en el blanco de una serie de humillaciones y vejaciones hacia su persona y la de sus hermanas al ser usurpado injustamente por la autoridad eclesiástica, el monasterio de París.
A lo largo de su vida, tanto personal como fundadora, Jeanne encontró oposición, crítica y otras dificultades. Incluso retrasó el cumplimiento de su deseo de tomar el hábito y tomar votos religiosos para establecer la Orden. Fue solo en su lecho de muerte que el deseo de Jeanne se realizó. Sin embargo en medio de tantas contradicciones invadida de una dulce y serena paz la Madre de Matel entrega definitivamente su Espíritu al Señor, la madrugada del 11 de septiembre de 1670 después de haber recibido el hábito de la Orden y emitido su profesión solemne, repitiendo por tres veces, antes de morir el nombre de Jesús.
Los sufrimientos de la Madre de Matel pueden compararse con los del martirio, en el intento de cumplir con la misión encomendada a ella por Dios se encuentra con toda clase de contradicciones inimaginables; pero al fin sus esfuerzos y trabajos son coronados con la realidad de ver a la Orden del Verbo Encarnado establecida en varios lugares de la tierra.
Su vida es una invitación para cada uno de nosotros a “Vivir y anunciar la Encarnación del Verbo”.

## Fundaciones
Estableció cuatro fundaciones de la Orden en Francia: Aviñón (1639); Grenoble (1643); París (1644); y Lyon (1655). Otros monasterios fueron establecidos en Anduze (1697) y Roquemaure (1697). Durante la Revolución Francesa las casas del Verbo Encarnado compartieron el destino de todas las casas religiosas en todo el país y fueron suprimidas por el Decreto de 1790. Las Hermanas que sobrevivieron a la persecución fueron dispersadas. Muchas lucharon por permanecer fieles a su compromiso con el Verbo Encarnado, protegiendo las reliquias y los escritos de Jeanne, y los otros documentos rectores de su Orden. En 1817 la Orden fue restablecida en el pueblo de Azerables, Francia. 
El 23 de marzo de 1852, respondiendo a la petición del Obispo de Texas, Sor Claire Valentine, Sor Ange Barre, Sor Dominic Ravier y Sor Ephrem Satin viajaron de Lyon a Texas para servir en el campo de la educación. Después de un viaje de 3 meses y de 7 meses en Galveston que aprendían inglés y español, las hermanas aterrizaron entonces en el punto Isabel a mediados de enero de 1853, y viajaron a Brownsville. También se fundaron casas en Cleveland, Ohio y México. La Orden ayudó a establecer otra Congregación, las Hermanas de la Caridad del Verbo Encarnado. 
Actualmente la Orden del Verbo Encarnado se encuentra constituida en varios Generalatos Victoria, Texas; Corpues Christi, Texas; Houston, Texas; Cleveland, Ohio, Ciudad de México, México; de los cuales el Generalato de Religiosas del Verbo Encarnado de México es el más numeroso.

## Venerable
El 7 de marzo de 1992, el Papa Juan Pablo II declaró que había vivido una vida de heroica santidad y le concedido el título de Venerable. 
- Datos: Q3176013